# Vice et versa
 (janvier 2025).
Si vous disposez d'ouvrages ou d'articles de référence ou si vous connaissez des sites web de qualité traitant du thème abordé ici, merci de compléter l'article en donnant les références utiles à sa vérifiabilité et en les liant à la section « Notes et références ».
Pour les articles homonymes, voir Vice versa.
Vice et versa est une chanson humoristique écrite et interprétée par le trio comique Les Inconnus, sortie en 1992 et réalisée par Gérard Pullicino.
Diffusée en octobre 1991 dans l'émission La Télé des Inconnus, dans le sketch parodiant le Top 50, un groupe de musiciens nommé Tranxen 200 est l'invité de l'émission ; la diffusion du clip musical Vice et versa ponctue l'émission.
Le 11 juin 2021, Didier Bourdon sort un nouvel album (Le Bourdon) qui contient une nouvelle version, Vice et versa 2.0. 

## Le clip

### Description
La chanson Vice et versa est présentée sous forme d'un clip musical filmé dans un champ en pleine campagne. Tant les paroles que la réalisation du clip parodient plusieurs groupes des années 1980 et 1990.
D'un point de vue littéraire, cette chanson intègre les codes classiques des chansons d'amour (désir, bonheur, espoir, rancœur, etc.) [réf. souhaitée] mais en y intégrant des termes scientifiques, plus érudits (anachorètes, déréliction, parabolique, dialectique, iconoclastes, sinusoïdale) qui participent au côté « décalé » et satirique de la chanson. Néanmoins, l'interprétation et les paroles semblent parodier Étienne Daho, dont le refrain Et vice et versa provient de sa chanson Épaule Tattoo sortie en 1986.
On peut ainsi y retrouver l'ambiance musicale de plusieurs artistes de la scène pop/rock française, notamment pour leur production de la fin des années 1980 et début 1990, comme celle d'Indochine, des Charts, Stephan Eicher, Étienne Daho, Les Innocents, Marc Lavoine ou encore le groupe Niagara.

### Inspirations
Visuellement, la parodie s'inspire de plusieurs vidéo-clips de différents artistes de son époque (années 1983 à 1992) dont l'esthétique était marquée par une mode de sujets bucoliques en pleine nature, notamment :
- Indochine : parodie du clip bucolique de Punishment park (sorti en single en 1991, peu avant l'enregistrement de Vice et versa), les musiciens filmés dans un champ, parfois depuis une caméra embarquée dans un hélicoptère miniature (comme celui en fin du clip de Vice et versa) ; paroles absconses et grammaire très approximative, caractéristiques souvent reprochées aux textes d'Indochine (à commencer par celles de Punishment Park) ;
- R.E.M. : parodie de Losing my religion, l'un des plus gros tubes pop de l'année 1991 ;
- Les Avions : parodie du clip de la chanson Tous ces visages (musiciens dans un champ) ;
- Erasure : parodie du clip de la chanson Chorus (les musiciens au milieu d'un champ, la caméra qui avance rapidement sur eux, l'image en fausses couleurs) ;
- Stephan Eicher : parodie du clip de la chanson Combien de temps ? (le chanteur qui se roule dans l'herbe) ;
- Niagara : parodie du clip des chansons Soleil d'hiver et Pendant que les champs brûlent (musiciens dans un champ ou en forêt, jouant d'instruments que l'on n'entend pas ou qui proviennent en fait de synthétiseurs) ;
- Eurythmics : parodie du clip de la chanson Sweet Dreams (Are Made Of This) (musiciens dans un champ, vaches) ;
- Tears for Fears : parodie du clip de la chanson Sowing the Seeds of Love (musiciens sur un fond de nuages) ;
- The Cure : parodie du clip de la chanson Just like Heaven (musiciens dans un champ, avec le ciel en fond).

### « Erreurs » volontaires
Le clip incorpore volontairement des « erreurs » visant à caricaturer l'amateurisme et le maniérisme de nombreux groupes musicaux de l'époque, notamment :
- des fautes de français dans le texte (« du temps qui se passe », « contre duquel on ne peut rien », « j'ignore de le savoir », « il faut que tu arriveras », « il est tellement plus mieux »)[1] ;
- le bassiste du groupe qui s'arrête de jouer quelques secondes pour se recoiffer, sans que le son de son propre instrument ne s'interrompe ;
- le cadrage raté révélant l'équipe de tournage du clip ;
- le chanteur qui coupe le mot « convaincu » à la première syllabe « con— », ce qui ne manque de surprendre ses partenaires, enfin rassurés à la prononciation de la fin du mot ;
- après avoir bu leur bol de lait, les deux chanteurs ont la bouche dégoulinante de crème ;
- une improvisation de texte par le chanteur, après un refrain, qui prend visiblement ses choristes au dépourvu ; dans ce même refrain, la position des trois chanteurs n'est pas la même, selon le cadrage ;
- le violon semble se mouvoir seul lorsque le violoniste le lâche et continue à jouer ;
- à la fin du refrain, les choristes chantent plus ou moins faux en prononçant les mots « et vice et versa » ;
- l'énonciation des couleurs « bleue, jaune et pourpre », suivie du mot « parabolique », qui n'est même pas du champ sémantique des couleurs, est plus qu'incongru ;
- le chanteur qui se roule dans l’herbe… avant de se retrouver avec le visage dans une bouse de vache ;
- le passage d'un tracteur agricole en arrière-plan des musiciens qui, surpris, jettent un coup d'œil derrière eux chacun à son tour. Une fois la chanson terminée, on voit ce même tracteur repasser en écrasant les amplificateurs et les instruments du groupe malgré les cris de ses membres lui demandant d'arrêter.
- à la fin de la chanson, l'hélicoptère ou le drone filmant les artistes, semblant devenu incontrôlable, les poursuit tandis que ces derniers tentent de fuir l'engin désespérément.